# Face Yourself
Face Yourself è il quinto album in studio del gruppo musicale sudcoreano BTS, pubblicato il 4 aprile 2018.

## Descrizione
L'album viene annunciato il 1º febbraio 2018 insieme alla data di pubblicazione. La tracklist, uscita l'8 marzo, comprende dodici tracce: otto sono versioni in lingua giapponese di canzoni già pubblicate in coreano nell'album del 2016 Wings e nell'EP del 2017 Love Yourself: Her, mentre tre sono tracce originali in giapponese (Don't Leave Me, Let Go e Crystal Snow). Don't Leave Me è stata utilizzata come sigla di apertura del dorama Signal e una sua anteprima è stata diffusa il 15 marzo, facendo classificare la canzone alla posizione 25 della Billboard Japan Hot 100 prima dell'uscita ufficiale. Tematicamente esprime la credenza di poter superare le difficoltà grazie a fiducia e cameratismo. Crystal Snow, i cui testi ruotano attorno alla caducità dell'amore, era stata inclusa nel singolo del 6 dicembre 2017 Mic Drop/DNA/Crystal Snow. Let Go tratta della lotta interna che si verifica quando bisogna scegliere tra aggrapparsi e rinunciare a qualcosa.
Esistono quattro versioni del disco: Tipo A, Tipo B, Tipo C e versione regolare. Mentre la tracklist è la stessa, il Tipo A e il Tipo B includono dei contenuti aggiuntivi in Blu-ray (Tipo A) o DVD (Tipo B). Il Tipo C ha, invece, un libretto di 68 pagine, anziché di 32 come la versione regolare.

## Tracce
1. Intro: Ringwanderung – 1:26 (Uta, Andrew Taggart, Pdogg, Ray Michael Djan Jr., Ashton Foster, Sam Klempner, RM, "Hitman" Bang, Suga, J-Hope, Adora)
2. Best of Me (versione giapponese) – 3:47 (Andrew Taggart, Pdogg, Ray Michael Djan Jr., Ashton Foster, Sam Klempner, RM, "Hitman" Bang, Suga, J-Hope, Adora)
3. Blood Sweat & Tears (versione giapponese) – 3:36 (Pdogg, RM, Suga, J-Hope, "Hitman" Bang, Kim Do-hoon)
4. DNA (versione giapponese) – 3:43 (Pdogg, "Hitman" Bang, Kass, Supreme Boi, Suga, RM)
5. Not Today (versione giapponese) – 3:53 (Pdogg, "Hitman" Bang, RM, Supreme Boi, Adora, June)
6. Mic Drop (versione giapponese) – 3:58 (Pdogg, Supreme Boi, "Hitman" Bang, J-Hope, RM)
7. Don't Leave Me – 3:47 (Uta, Hiro, Sunny Boy, Pdogg)
8. Go Go (versione giapponese) – 3:57 (Pdogg, "Hitman" Bang, Supreme Boi)
9. Crystal Snow – 5:23 (Kanata Okajima, Soma Genda, RM)
10. Spring Day (versione giapponese) – 4:36 (Pdogg, RM, Adora, "Hitman" Bang, Arlissa Ruppert, Peter Ibsen, Suga)
11. Let Go – 4:59 (Uta, Hiro, Jun, Sunny Boy)
12. Outro: Crack – 1:14 (Uta)

Blu-ray e DVD (versioni Tipo A e B)
1. Blood Sweat & Tears Music Video
2. Blood Sweat & Tears Music Video (versione giapponese)
3. MIC Drop Music Video (versione giapponese)
4. MIC Drop Dance Music Video (versione giapponese)
5. Japan Documentary 5 Days
6. DNA (Live @ Yokohama Arena Event)
7. MIC Drop (Live @ Yokohama Arena Event)
8. Making of Album Jacket Photos

## Formazione
Crediti tratti dalle note di copertina dell'album.
Gruppo
- Jin – voce
- Suga – rap, scrittura (tracce 1-4, 10)
- J-Hope – rap, scrittura (tracce 1-3, 6), gang vocal (tracce 4, 6)
- RM – rap, scrittura (tracce 1-6, 9-10), gang vocal (tracce 4, 6), ritornello (traccia 8)
- Park Ji-min – voce, ritornello (traccia 3)
- V – voce
- Jeon Jung-kook – voce, ritornelli (tracce 2-11)

Produzione
- Adora – scrittura (tracce 1-2, 5, 10)
- "Hitman" Bang – scrittura (tracce 1-6, 8, 10)
- Alex DeYoung – mastering (traccia 5)
- Ray Michael Djan Jr. – scrittura (tracce 1-3)
- D.O.I. – missaggio (tracce 1, 7, 11-12)
- Ashton Foster – scrittura (tracce 1-2), tastiera (traccia 2), sintetizzatore (traccia 2), chitarra (traccia 2), ritornello (traccia 2)
- Soma Genda – produzione (traccia 9), scrittura (traccia 9), tastiera (traccia 9), chitarra (traccia 9), ritornello (traccia 9)
- Hiro – scrittura (tracce 7, 11)
- Peter Ibsen – scrittura (traccia 10), registrazione (traccia 10)
- Daishi Iiba – registrazione (traccia 8)
- Jaycen Joshua – missaggio (tracce 6, 8)
- Jun – scrittura (traccia 11)
- June – scrittura (traccia 5), ritornello (traccia 5), registrazione (traccia 5)
- Jung Jae-pil – chitarra (tracce 4, 10)
- Jung Woo-young – registrazione (tracce 7, 9-11)
- Kass – scrittura (traccia 4), ritornello (traccia 4), gang vocal (tracce 4, 6)
- Sam Klempner – scrittura (tracce 1-2), ritornello (traccia 2), registrazione (traccia 2)
- Kim Do-hoon – scrittura (traccia 3)
- KM-Markit – arrangiamento rap (tracce 2, 4, 6-9, 11), testo in giapponese (tracce 2-6, 8, 10), rap in giapponese (traccia 9)
- Lee Joo-young – basso (tracce 2, 4, 8, 10)
- Lee Shin-sung – ritornello (traccia 4)
- Randy Merrill – mastering (tracce 1-4, 6-12)
- Ben Milchev – assistenza al missaggio (tracce 6, 8)
- David Nakaj – assistenza al missaggio (tracce 6, 8)
- Kanata Okajima – scrittura (traccia 9)
- Park Ki-won – registrazione (tracce 4, 6, 9, 11)
- Pdogg – scrittura (tracce 1, 3-8, 10), produzione (tracce 2-6, 8, 10), tastiera (tracce 2-6, 8, 10), sintetizzatore (tracce 2-8, 10), vocoder (traccia 2), arrangiamento voci (tracce 2-11), registrazione (tracce 2-11), arrangiamento rap (tracce 3-6, 10), gang vocal (tracce 4, 6), co-produzione (traccia 7)
- James F. Reynolds – missaggio (tracce 3-5, 10)
- Arlissa Ruppert – scrittura (traccia 10), ritornello (traccia 10)
- Shaun – chitarra (traccia 2), registrazione (traccia 2)
- Shikata – arrangiamento voci (traccia 7), arrangiamento voci (tracce 9, 11)
- Slow Rabbit – arrangiamento voci (tracce 2, 9, 11), registrazione (tracce 2, 6, 9, 11)
- Sunny Boy – scrittura (tracce 7, 11)
- Supreme Boi – registrazione (tracce 2, 4, 6), scrittura (tracce 4-6, 8), ritornello (tracce 4, 6), gang vocal (tracce 4, 6), arrangiamento voci (traccia 6)
- Andrew Taggart – scrittura (tracce 1-2), produzione (traccia 2)
- Uta – produzione (tracce 1, 7, 11-12), scrittura (tracce 1, 7, 11-12)
- Naoki Yamada – missaggio (traccia 9)
- Jordan "DJ Swivel" Young – missaggio (traccia 2)

## Successo commerciale
L'album ha debuttato al primo posto della classifica giornaliera Oricon degli album, restandoci per sei giorni consecutivi e finendo così in vetta alla classifica settimanale con 282 000 copie vendute. In tal modo ha segnato, dopo sei anni e cinque mesi, il nuovo record di vendite realizzate in una settimana da un artista coreano in Giappone. Ha trascorso tredici settimane consecutive nella classifica Oricon e ha ricevuto la certificazione Platino dalla RIAJ il 10 maggio 2018. A gennaio 2019 è stato certificato due volte disco di Platino.
Face Yourself e i BTS sono entrati nella top 10 sia dei dischi che degli artisti più venduti nella prima metà del 2018 in Giappone, classificandosi rispettivamente quarto e sesti. Sono stati gli unici coreani in entrambe le classifiche, e gli artisti internazionali con le posizioni più alte. Il disco è stato il secondo album di un artista coreano più venduto in Giappone nel 2018, dopo BDZ delle Twice.
Negli Stati Uniti, Face Yourself ha debuttato alla posizione 43 della Billboard 200, diventando il terzo disco in giapponese con il piazzamento più alto nella storia della classifica.

## Classifiche

### Classifiche settimanali
| Classifica (2018-19) | Posizione massima |
| -------------------- | ----------------- |
| Australia            | 71                |
| Austria              | 42                |
| Belgio (Fiandre)     | 94                |
| Canada               | 40                |
| Croazia              | 3                 |
| Estonia              | 13                |
| Francia              | 40                |
| Giappone             | 1                 |
| Irlanda              | 53                |
| Nuova Zelanda        | 7                 |
| Paesi Bassi          | 116               |
| Polonia              | 28                |
| Regno Unito          | 78                |
| Spagna               | 96                |
| Stati Uniti          | 43                |
| Svizzera             | 62                |

### Classifiche di fine anno
| Classifica (2018) | Posizione |
| ----------------- | --------- |
| Giappone          | 7         |
| Classifica (2019) | Posizione |
| Bulgaria          | 7         |

## Riconoscimenti
- Japan Gold Disc Award[53]
  - 2019 – Album dell'anno
  - 2019 – Tre migliori album (Asia)